# Saccarose
Sucrose hay saccharose là một disacaride (glucose + fructose) với công thức phân tử là C12H22O11. Nó còn có một tên khác là là α-D-glucopyranozyl-(1→2)-β-D-fructofuranoside (kết thúc bằng "oside" vì nó không phải là đường khử). Nó được biết đến nhiều vì vai trò của nó trong khẩu phần dinh dưỡng của con người và vì nó được hình thành trong thực vật chứ không phải từ các sinh vật khác, ví dụ như động vật. Sucrose còn được gọi với nhiều tên như đường kính (đường có độ tinh khiết cao), đường ăn, đường cát, đường trắng, đường nâu (đường có lẫn tạp chất màu), đường mía (đường trong thân cây mía), đường phèn (đường ở dạng kết tinh), đường củ cải (đường trong củ cải đường), đường thốt nốt (đường trong cây thốt nốt) hay một cách đơn giản là đường.

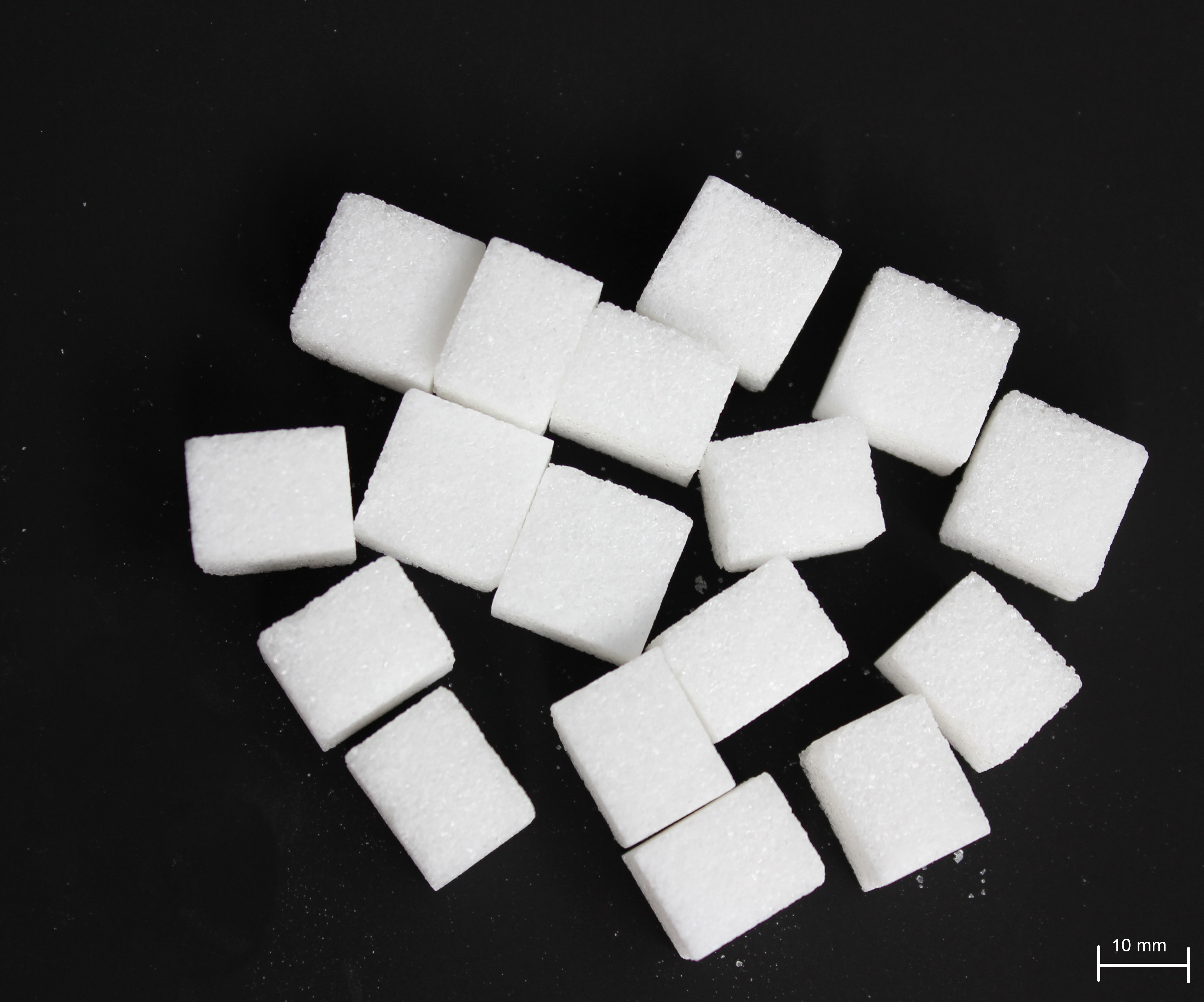
Đường mía được tinh chế thành các viên đường khối lập phương

## Thuộc tính hóa-lý

Ảnh 3D phân tử đường mía

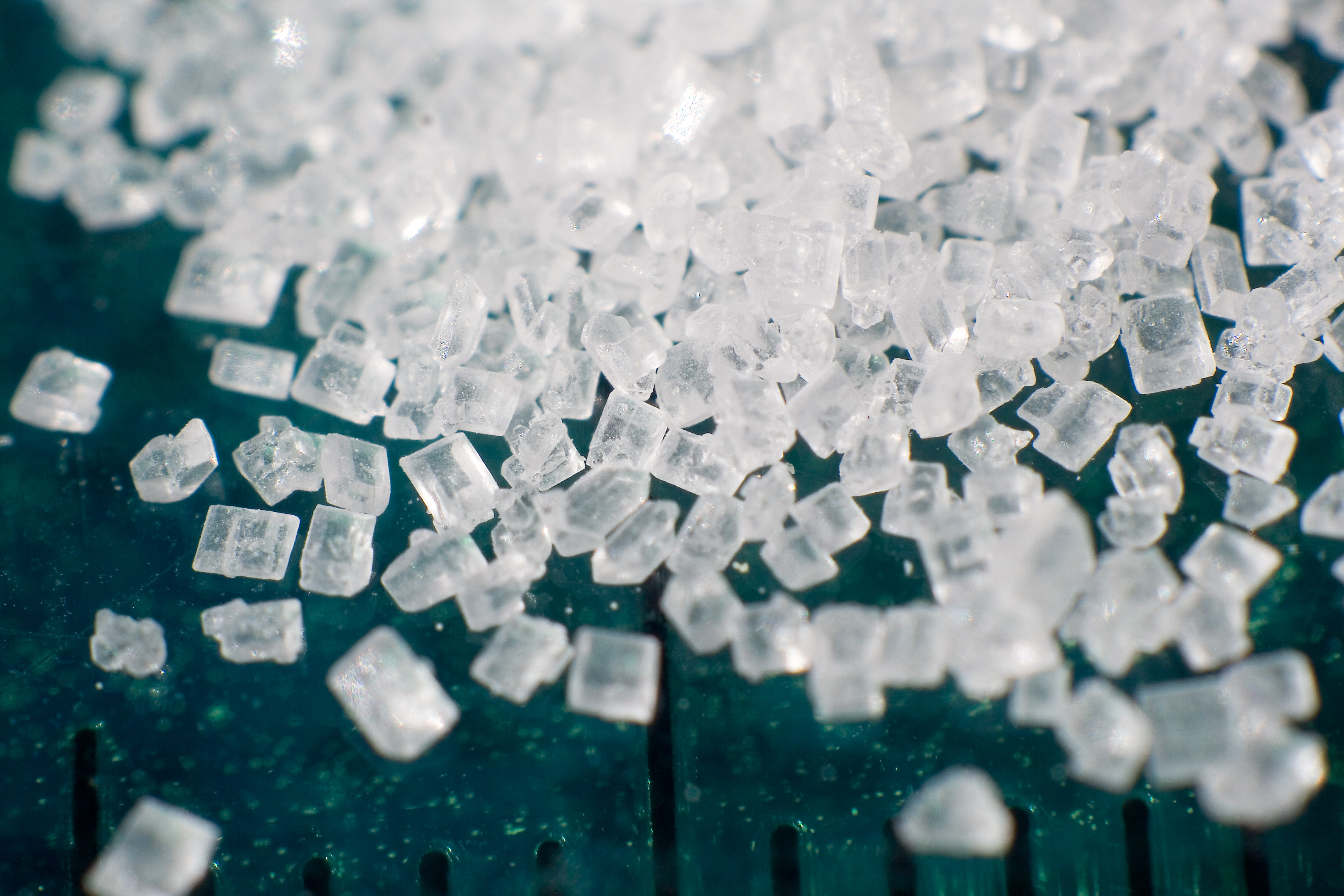
Sucrose dạng hạt

Sucrose tinh khiết thông thường nhất hay được sản xuất dưới dạng bột kết tinh mịn màu trắng, không mùi với vị ngọt dễ chịu; dưới tên gọi phổ biến là đường hay đường ăn. Các tinh thể lớn đôi khi lắng xuống từ dung dịch nước chứa sucrose thành một chuỗi (hay bề mặt kết nhân khác) để tạo ra kẹo cứng, một dạng bánh kẹo.
Giống như các carbohydrat khác, sucrose có tỷ lệ hydro trên oxy là 2:1. Nó bao gồm 2 monosacaride là α-glucose và β-fructose, được kết nối bằng liên kết glycoside giữa nguyên tử carbon 1 của khối glucose với nguyên tử carbon 2 của khối fructose. Cần phải chú ý vì sucrose không giống các polisaccaride khác, liên kết glycoside được tạo giữa đuôi khử của cả glucose và fructose, không phải là đuôi khử của monosaccaride này và đuôi không khử của monosaccaride kia. Do không có nguyên tử C tự do có nhóm epime, nó được coi là đường không khử.
Sucrose nóng chảy và phân hủy ở 186 °C để tạo ra caramen (đường thắng), và khi cháy tạo ra carbon, dioxide carbon, nước. Nước có thể phá vỡ cấu trúc của sucrose nhờ thủy phân, tuy nhiên quá trình này là rất chậm và vì thế sucrose có thể tồn tại trong dung dịch trong nhiều năm mà gần như không thay đổi. Tuy nhiên, nếu enzym sucrazơ được thêm vào thì phản ứng sẽ diễn ra nhanh chóng.
Sucrose bị phân hủy trong môi trường có xúc tác là axit sulfuric đậm đặc, tạo ra carbon nguyên tố do axit sulfuric đặc có tính háo nước:
C12H22O11 → 12 C + 11 H2O (xúc tác: H2SO4 đặc)

## Lịch sử

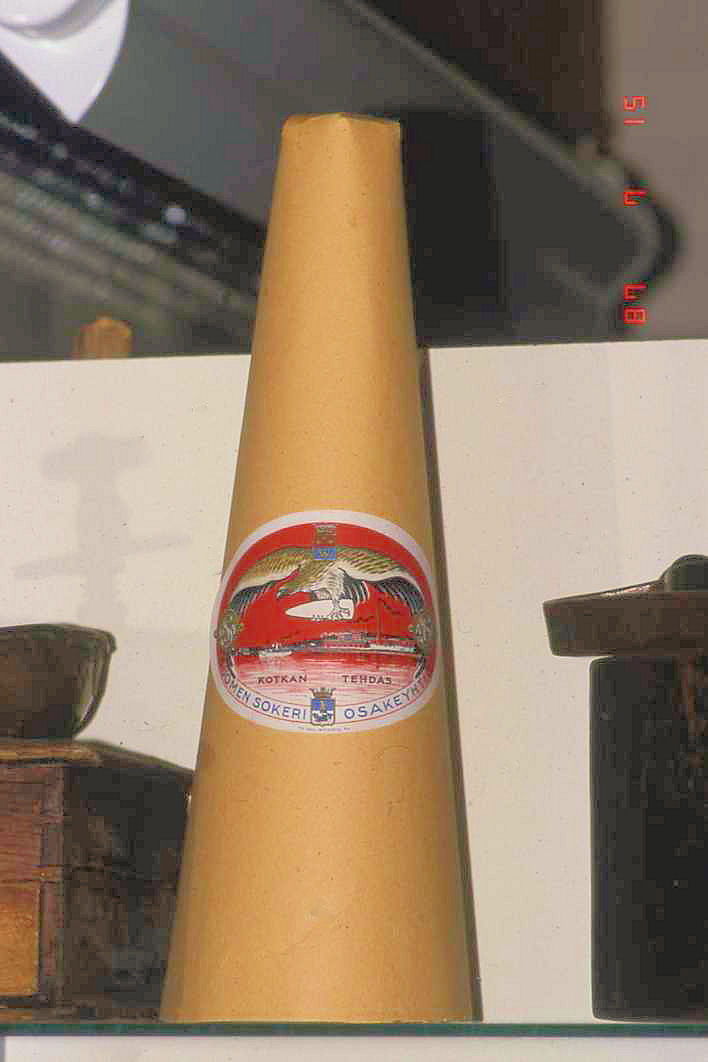
Bánh đường là dạng truyền thống của đường dùng từ thế kỷ XVII đến thế kỷ XIX, cần dùng một cây kẹp để cắt nhỏ đường.

Ban đầu, con người nhai mía để lấy chất ngọt. Người Ấn Độ khám phá ra cách tạo tinh thể đường khoảng vào triều đại Gupta, năm 350.
Cây mía có xuất xứ từ vùng nhiệt đới Nam Á và Đông Nam Á. Những giống khác có thể có xuất xứ từ những nơi khác nhau như S. barberi có xuất xứ ở Ấn Độ, S. edule và S. officinarum đến từ Tân Ghi-nê.
Trong cuộc cách mạng nông nghiệp Hồi giáo, các công ty Ả Rập đã thực hiện kỹ thuật sản xuất đường của Ấn Độ và sau đó điều chỉnh và biến nó thành một ngành công nghiệp lớn. Ả Rập đã thành lập nhà máy đường và đồn điền lớn nhất đầu tiên.
Thập niên 1390 chứng kiến sự phát triển vượt bậc, với sản lượng nước mía thu được tăng gấp đôi. Điều này cho phép phát triển nền kinh tế về đường đến Andalusia và Algarve. Thập niên 1420 chứng kiến sự mở rộng sản xuất đến đảo Canary, Madeira và Açores.
Người Bồ Đào Nha đã đem đường đến Brasil. Hans Staden, xuất bản năm 1555, viết rằng năm 1540, đảo Santa Catarina có 800 xưởng sản xuất đường và bờ biển phía bắc Brazil, Demarara và Surinam có 2000 cái nữa. Ước chừng có 3000 xưởng nhỏ được xây dựng trước năm 1550 ở Tân Thế giới, tạo ra một nhu cầu lớn chưa từng có về bánh răng gang, đòn bẩy, trục xe và các thiết bị khác. Các nghề chuyên về chế tạo khuôn và luyện gang được phát triển ở châu Âu do sự bùng nổ về sản xuất đường.
Sau năm 1625, người Hà Lan mang mía từ Nam Phi đến các đảo ở vùng Caribê — nơi nó được trồng từ Barbados đến đảo Virgin. Những năm 1625 đến 1750 thấy đường trở nên đáng giá như vàng. Cùng với châu Âu thuộc địa hóa châu Mỹ, Caribê trở thành nguồn đường lớn nhất thế giới. Các đảo này có thể cung cấp mía dùng sức lao động của nô lệ và sản xuất đường với giá rẻ hơn rất nhiều so với đường nhập khẩu từ phương Đông.
Trong suốt thế kỷ 18, đường trở nên cực kỳ phổ biến và thị trường đường đã trải qua nhiều cuộc bùng nổ kinh tế. Do châu Âu đã thiết lập các xưởng sản xuất đường trên các đảo lớn hơn ở Caribê, giá đã giảm, đặc biệt ở Anh. Cuối thế kỷ 18, tất cả mọi thành phần trong xã hội đều trở thành khách hàng bình thường của một mặt hàng từng là xa xỉ phẩm. Đầu tiên, đường ở Anh dùng trong trà, nhưng sau đó kẹo và sôcôla trở nên cực kỳ phổ biến. Các nhà cung cấp thường bán đường trong các bánh đường, và người dùng cần phải dùng kẹp cắt đường để cắt thành miếng.
Bắt đầu từ cuối thế kỷ 18, việc sản xuất đường đã được cơ giới hóa nhiều hơn. Động cơ hơi nước đầu tiên được sử dụng trong các nhà máy đường ở Jamaica vào năm 1768, và không lâu sau, hơi nước đã thay thế việc đốt lửa trực tiếp trong chế tạo đường. Cũng trong thế kỷ này, châu Âu bắt đầu thử nghiệm sản xuất đường từ các cây khác. Andreas Marggraf đã tìm thấy sucrose trong rễ củ cải đường và học trò của ông, Franz Achard, đã xây dựng nhà máy sản xuất đường từ củ cải đường ở Silesia. Tuy nhiên nền công nghiệp đường từ củ cải đường đã bùng nổ trong suốt chiến tranh Napoleon, khi Pháp và phần lục địa châu Âu bị cắt nguồn cung cấp từ Caribê. Ngày nay, 30% lượng đường được sản xuất từ củ cải đường.
Ngày nay, một nhà máy đường cỡ lớn khoảng 1500 tấn mỗi ngày cần một nguồn nhân lực thường xuyên khoảng 150 người để sản xuất liên tục 24 giờ.

### Việt Nam
Cách làm đường truyền thống ở Việt Nam bắt đầu với mía chặt từ ruộng gánh về một mái chòi, trong đặt một bộ "che" gồm hai khúc gỗ, thân gỗ lồi lõm ăn khớp với nhau, đặt trên hai trục song song để ghiền cán mía. Một đầu hai trục được giữ cố định. Đầu kia có thể xoay tròn để bắt vào ách cho trâu kéo theo đường vòng tròn cho bộ che lăn, ép mía. Nước mía chảy vào chậu và chuyển ra lò đường nơi nước mía được đun trong chảo lớn. Nước mía đun và lọc hai ba lượt khi đặc thì đổ vào cái "muống" hình phễu. Ở lỗ tháo thì bện rơm làm cái "nuồi". Nước mía được rót vào muống, rồi nuồi được tháo ra cho mật chảy ra. Còn lại trong muống là đường cát kết tinh. Đường cát sau đó đem đơm vào bát để bán.

## Sản xuất và sử dụng
Sucrose là chất tạo ngọt thực phẩm phổ biến nhất mặc dù tại một số quốc gia, như ở Mỹ, người ta đã thay thế nó bằng các chất tạo ngọt khác như các xi rô fructose hay các tổ hợp của các thành phần chức năng và các chất tạo ngọt có độ ngọt cao. Điều này là do trợ cấp của chính quyền trong việc sản xuất ngô đã dẫn tới một lợi nhuận lớn. Cùng với thuế suất nhập khẩu đường khá cao đã dẫn tới giá của xi rô ngô thấp hơn so với đường.
Sucrose là loại đường quan trọng nhất trong thực vật và có thể tìm thấy trong nhựa libe. Nói chung là nó hay được tách ra từ mía đường hay củ cải đường rồi sau đó được làm tinh khiết và kết tinh. Các nguồn sản xuất sucrose ở quy mô thương mại (nhưng nhỏ) khác còn có lúa mì (Sorghum spp.) ngọt, thích đường (Acer saccharum) và thốt nốt (Borassus spp.).
Sucrose thường gặp trong chế biến thực phẩm do nó vừa là chất tạo ngọt vừa là chất dinh dưỡng, là thành phần quan trọng trong nhiều loại thực phẩm như bánh bích quy, kẹo ngọt, kem và nước trái cây, hỗ trợ trong bảo quản thực phẩm.

## Chất dinh dưỡng vĩ mô
Ở động vật có vú, sucrose được tiêu hóa rất nhanh trong dạ dày thành các loại đường thành phần, do thủy phân bởi axít. Công đoạn này được thực hiện bởi glycoside hydrolase, nó xúc tác quá trình thủy phân sucrose thành các monosacaride là glucose và fructose. Glucose và fructose nhanh chóng được cơ thể hấp thụ vào trong máu tại thành ruột non. Phần sucrose không bị tiêu hóa hết tại dạ dày và di chuyển sang ruột cũng bị phá vỡ bởi các glycosit hydrolase như sucrase hay isomaltase, có tại màng của các vi lông nhung lót trên bề mặt tá tràng. Các sản phẩm này cũng nhanh chóng được chuyển vào trong máu.
Sucrose bị tiêu hóa bởi enzym invertase trong vi khuẩn và một số động vật khác.
Quá trình thủy phân axít cũng có thể sử dụng trong phòng thí nghiệm để thủy phân sucrose thành glucose và fructose.

### Dinh dưỡng của con người
Sucrose là chất dinh dưỡng vĩ mô dễ dàng tiêu hóa, là nguồn cung cấp năng lượng nhanh chóng cho cơ thể, tạo ra sự gia tăng của glucose huyết trong quá trình tiêu hóa. Tuy nhiên, sucrose tinh khiết thông thường không là thành phần trong khẩu phần ăn của con người để có thành phần dinh dưỡng cân đối, mặc dù nó có thể thêm vào để làm cho một số loại thực phẩm trở nên ngon hơn.
Việc sử dụng quá nhiều sucrose có liên quan tới một số các bệnh tật. Phổ biến nhất là sâu răng, trong đó các vi khuẩn chuyển hóa đường (bao gồm cả sucrose) từ thức ăn thành các axít dễ dàng phá hủy men răng.
Sucrose, như một carbohydrat tinh khiết, cung cấp năng lượng 3,94 kilocalo trên một gam (hay 17 kilojoule trên gam). Khi một lượng lớn thực phẩm chứa nhiều sucrose được tiêu thụ thì các thành phần dinh dưỡng có ích có thể bị loại ra khỏi thức ăn, và điều này làm gia tăng nguy cơ mắc các bệnh kinh niên. Người ta khuyến cáo rằng các đồ uống chứa sucrose có thể liên quan với sự phát triển của bệnh béo phì và đề kháng insulin.
Sự tiêu hóa nhanh sucrose gây ra sự gia tăng glucose huyết và có thể gây ra một số vấn đề đối với những người có khuyết tật trong trao đổi chất glucose, chẳng hạn những người với các chứng bệnh giảm glucose huyết hay đái tháo đường. Sucrose có thể góp phần vào sự gia tăng của các hội chứng trao đổi chất. Trong thực nghiệm với chuột được nuôi bằng khẩu phần ăn với 1/3 là sucrose, kết quả là sucrose đầu tiên làm tăng nồng độ của triglyceride trong máu, nó gây ra tích lũy mỡ nội tạng và cuối cùng là đề kháng insulin. Nghiên cứu khác phát hiện thấy chuột nuôi bằng các khẩu phần ăn giàu sucrose sẽ phát triển tăng triglyceride huyết, tăng glucose huyết và đề kháng insulin.